# 相模海槽

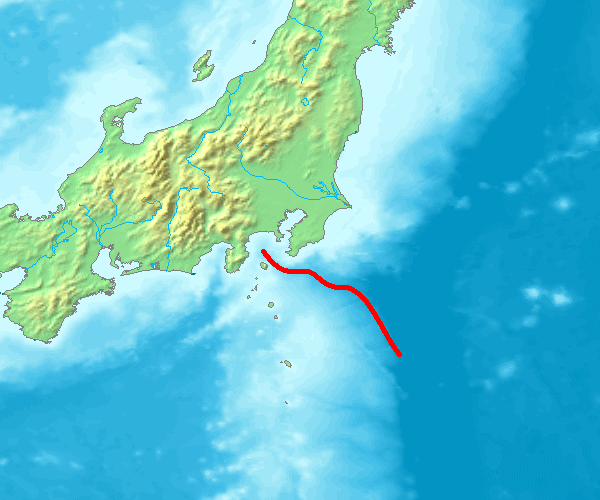
相模海槽的位置

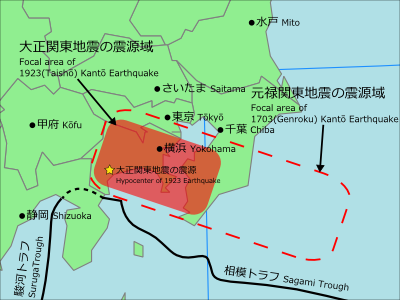
大正關東地震和元祿地震的震源域

相模海槽 (日语：相模トラフ) 是位於日本關東地方南的海槽（隱沒帶）。為菲律宾海板块和鄂霍次克板块的邊界，是大地震频繁的隱沒帶之一。

## 概述
日本列岛地处欧亚大陆板块、北美洲板块、太平洋板块和菲律宾板块四个板块的交界处，是环太平洋火山地震带的重要一环。太平洋板块、北美洲板块和欧亚大陆板块、菲律宾板块在这一区域挤压碰撞，使得日本列岛逐渐从海底突起，在日本及其附近地区形成两千余个活跃断层，使得日本附近地区地震灾害频繁发生。相模海槽是菲律宾海板块和鄂霍次克板块的邊界，也是大地震频繁的隱沒帶之一。相模海槽特大地震 (日语：相模トラフ巨大地震) 是指在相模海槽周期性发生的大地震。

## 外部連結
- 地震調査研究推進本部
  - 相模トラフ周辺の海底地形図 （页面存档备份，存于）
  - 相模トラフ沿いの地震活動の長期評価について （页面存档备份，存于） 平成16年8月23日
  - 相模トラフ沿いの地震活動の長期評価（第二版）について （页面存档备份，存于） 平成26年4月25日
- 相模トラフ中部の海底地形・地質構造PDF海上保安庁水路部
- 平塚沖観測塔と海底地震観測施設（講演） （页面存档备份，存于）
- 相模湾初島沖「深海底総合観測ステーション」 （页面存档备份，存于）
- 森慎一, 藤岡換太郎, 有馬眞、「相模トラフ北部の海底地形と断層系の形成 ―5系統の断層発達史―」『地学雑誌』 2010年 119巻 4号 p.585-614, doi:10.5026/jgeography.119.585, 東京地学協会
- 房総半島南東沖の三重会合点東側の地震活動について（防災科研）PDF 地震予知連絡会会報 第75巻